# Propulsor con tobera anular

Propulsor con tobera anular en un torpedo Mark 50

En náutica, el propulsor con tobera anular es un sistema de propulsión de algunos tipos modernos (finales del siglo XX) de submarinos y torpedos. En el que un rotor, similar al del compresor de un turbina de gas, gira contra un estator de configuración similar. Ambos se encuentran dentro de una tobera circular en la parte posterior de la embarcación. A través de los álabes que actúan una contra el otro se impulsa el agua, para generar para un avance suficiente incluso a un número relativamente bajo de revoluciones. Como resultado, el submarino para la misma velocidad es considerablemente más silencioso. La desventaja en comparación con una hélice convencional es el peso extra, y la resistencia creciente del agua.
La unidad tradicional de propulsión de los submarinos militares por otro lado, consiste en una o dos hélices grandes, de siete palas en popa.
Una variante del sistema emplea dos hélices girando en contra rotación dentro de la tobera. Este modelo es adecuado para altas velocidades y se emplea en los torpedos Mark 48.
Los primeros submarinos en emplear este sistema de accionamiento fueron los británicos Clase Trafalgar a principios de la década 1980. Francia lo implementó en la Clase Triomphant, la marina de Estados Unidos en la Clase Seawolf y más tarde en la Clase Virginia. La Armada Rusa lo utiliza en los submarino diésel eléctrico Alrosa de la Clase Kilo (versión 877V) y la Clase Borei de propulsión nuclear. La británica Clase Astute planificado a partir de 2009, y la prevista clase Barracuda francesa de 2017 también la utilizarán. También se instala en los torpedos Spearfish Mark 48 y Mark 50.

## Confidencialidad
Los propulsores con tobera anular se emplean exclusivamente en vehículos submarinos militares de última generación y además en un número relativamente pequeño por lo que están rodeados de un cierto secreto. Astilleros Españoles, S.A. patentó en 1987 y 1982 (Mod Ut esp n.º ES8301333 y 0293837) un propulsor de buque que funciona asociado a una tobera.

## Confusión en la terminología
El fuerte secreto que rodea a este dispositivo hace que se pueda confundir con otros con los que presenta similitud. Lo más habitual es confundirla con propulsión por chorro de agua o hidrojet, en inglés: pump-jet, hydrojet, o water jet. Mientras que el propulsor con tobera anular esta en el exterior el propulsor de chorro de agua esta en el interior el agua se canaliza por medio de una tubería hasta el propulsor propiamente dicho y después se expulsa al exterior por una tobera unida a la tubería. Y esta propulsor puede ser de diversos modelos: hélice, bomba centrífuga o bomba axial. Solo este último caso el propulsor presenta una cierta similitud con la configuración de rotor y estator. A pesar de estas diferencias es habitual que en algunos libros se emplee el término propulsión por chorro de agua para referirse a los propulsores con tobera anular.
También se puede confundir, al menos visualmente, con las toberas de Kort empleada generalmente en buque con mucha potencia y poco calado como los remolcadores, a como los propulsores auxiliares de maniobra que emplean hélices parcialmente encerradas.
Por ejemplo los submarinos soviéticos clase Typhoon tiene las hélices entubadas pero no son propulsores con tobera anular.